# Acide trichloroacétique

L'acide trichloroacétique est un composé analogue de l'acide acétique dans lequel les trois atomes d'hydrogène du groupe méthyle ont été remplacés par trois atomes de chlore.

C'est un acide fort et corrosif.

## Obtention

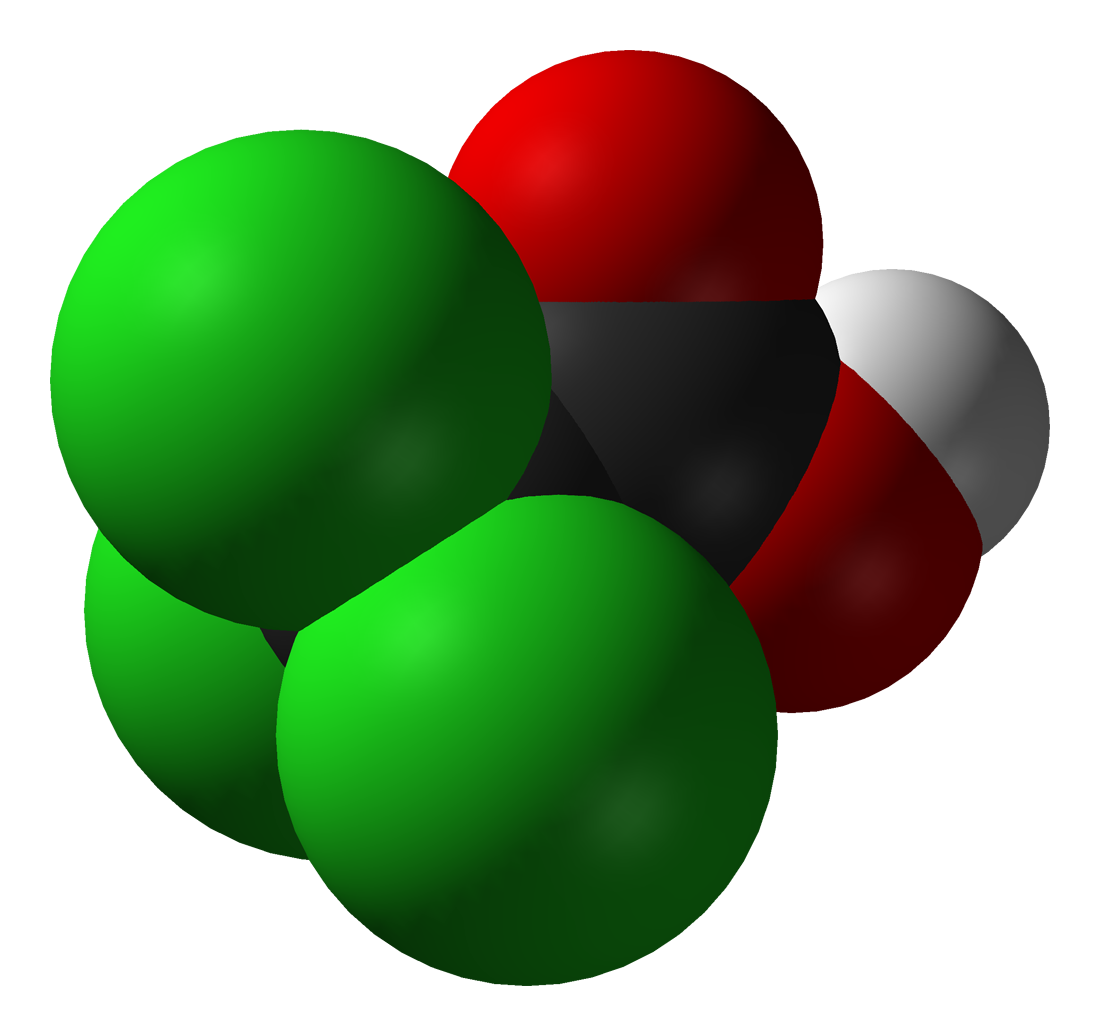

Il est obtenu par réaction du chlore sur l'acide acétique en présence d'un catalyseur.
CH3COOH + 3Cl2 → CCl3COOH + 3HCl

## Utilisation

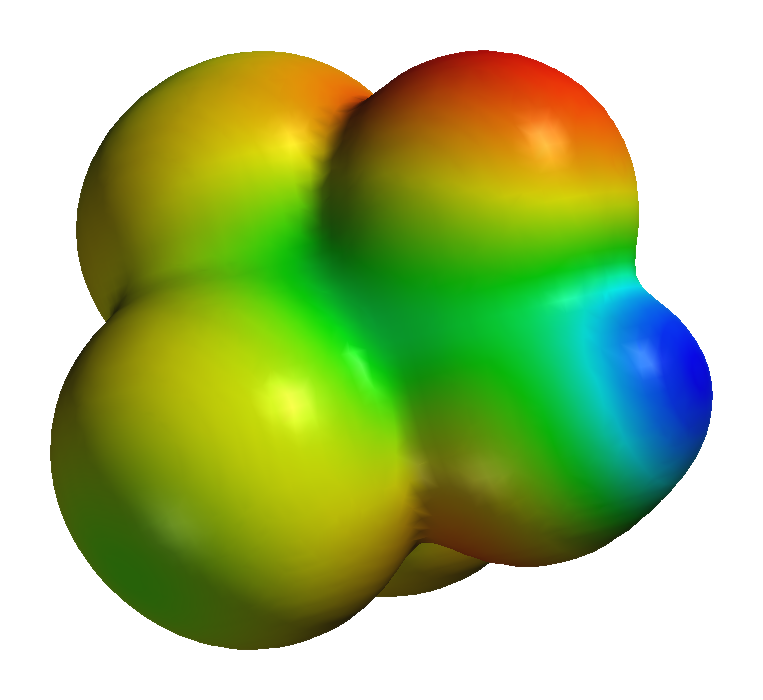

L'acide trichloroacétique est utilisé en laboratoire pour la précipitation des protéines. Bien que cette méthode de précipitation soit l'une des plus répandues, son principe de fonctionnement n'est pas parfaitement connu. 
Il est aussi utilisé comme principe actif dans le crayon anti-verrues Wartner.